# 竹下けんじろう
竹下 けんじろう（たけした けんじろう、1974年12月24日 - ）は、日本の漫画家。熊本県出身。男性。青森県立青森東高等学校卒。
2006年9月1日より本名の竹下堅次朗から名義変更した。別名義で猫男爵としても活動している。Sound Horizonのファン。大の猫好きである。

## 人物
幼少の頃に読んだ藤子不二雄の作品に影響を受け、漫画家を志す。高校3年に進級と同時に休学し、青森から単身上京。新聞配達のアルバイトをしながら、小学館の『週刊ヤングサンデー』編集部に持ち込みを続ける。1992年に、17歳でヤングサンデー増刊新人王にて読み切り『負けらんないよ』でデビュー。「ご家庭の肖像」でアンケート1位獲得した後、復学し一年遅れで卒業。再上京後に木山道明のアシスタントを経て、「パープル」で初連載。
2012年7月4日放送のTBSラジオ『LINDA!〜今夜はあなたをねらい撃ち〜』において、何かしらの最年少記録を持っている人と話すという趣旨のテーマで竹下自身が番組に名乗り出て、上記の新人王の話を披露した。この時にパーソナリティである柴田英嗣（アンタッチャブル）から「絵が可愛いじゃない」との評価を貰った。
同時に、『負けらんないよ』掲載号の発売前日の新聞配達中にトラックに撥ねられ、本人いわく「あやうくデビュー作が遺作になる所だった」というエピソードも持つ。（小学館『パープル』単行本第1巻カバー及び、同人誌『10years』解説より）

## 作品一覧
- パープル（小学館刊『ヤングサンデー増刊大漫王』 1996-1997年、全2巻）
  - パープル（新装版）全2巻（コスミック出版）
- カケル（小学館刊『週刊ヤングサンデー』 1997-2000年、全13巻）打ち切りにより連載終了し、単行本13巻のカバー表、および折り返し部分に「未完」の文字が入っている。
  - カケル（新装版）全9巻（FOX出版）
- Happy World!（集英社刊『ウルトラジャンプ』 2000-2006年、全11巻）
- Bless You! 聖使徒学院喫茶部活動日誌（白泉社刊『ヤングアニマル』 2002年、全1巻） 単行本はコズミック出版から発売。
- よいこの唄（コアマガジン刊『コミックメガキューブ』、2002年。全1巻。未完）※成人向け
- COCOON（マッグガーデン刊『コミックブレイドMASAMUNE』 2003-2006年、現3巻） 打ち切りにより未完に終わっているが、現在同人誌（COCOON4：16話から18話まで、COCOON19）で継続中。
- かるた（秋田書店刊『週刊少年チャンピオン』 2006-2007年、全2巻） 第一部完ということになっている。
- あまガミ（竹書房刊『コミックマーブル』 2007-2009年→竹書房刊『グラマン撃!』2012年、休載中、既刊2巻） - 当初、コミックマーブルにて連載されていたが、後に「釣り屋ナガレ」を連載開始したことにより中断し、そのまま雑誌が休刊。その後、『グラマン撃!』創刊と共に1話から再掲載する形で連載再開されたが、正式な告知が無いまま休刊状態となったため長期休載中。
- 釣り屋ナガレ（秋田書店刊『週刊少年チャンピオン』 2008-2011年、全11巻）
- Ryoko（小学館刊『月刊IKKI』、短期集中連載）
  - Ryoko（司書房） 版元倒産のため絶版
  - Ryoko 完全版（メディアックス） 「Ryoko」収録分に加え、描き下ろし作品と、原作・とりやま忠治によるオリジナル版（『ビジネスジャンプ』増刊掲載）を収録。
- レンアイガク（監修：森川友義、芳文社刊『週刊漫画TIMES』 2012年、全2巻）
- スポ×ちゃん!（秋田書店刊『週刊少年チャンピオン』 2012-2013年、全4巻）
- Marmo（竹書房刊『Namaikiッ!』 2013年-2014年、全1巻）※成人向け
- クロスアンジュ 天使と竜の輪舞（KADOKAWA刊『コミックウォーカー』 2014年-2015年、全3巻）
- Beauty Mark（竹書房刊『Namaikiッ!』2015年-2017年、全3巻）※成人向け
- わたしの工口先生（KADOKAWA刊『カドコミ』（電撃G'sコミックレーベル）、2024年-連載中、既刊1巻）

### 読み切り
- 負けらんないよ（小学館刊『ヤングサンデー新人王』 1992年（デビュー作）
- エ・リ・コ（小学館刊『ヤングサンデー新人王』 1992年）
- ご家庭の肖像（小学館刊『ヤングサンデー新人王』 1993年）
- この世に二人だけ（小学館刊『ヤングサンデー大漫王』 1994年）
- 白銀の矢（講談社刊『アブラカダブラ』 2006年）
- OL-おーえる-（集英社刊『週刊ヤングジャンプ』 2007年28・45号）
- 発熱妹（LO 2021年2月号）
- ボクの♂（アナザー）（竹書房刊『月刊キスカ』 2014年5月号）

### 同人誌
- 10years（短編集）
- Ryoko（『月刊IKKI』で連載中断した作品の再録）
- 恋も夢も憧れも（『げんしけん』本）
- カナココロ（『げんしけん』本）
- TRICK? Or TRICK?（『げんしけん』本）
- もえすら（『もえたん』本）
- Ryoko2-オルゴール-（『月刊IKKI』で連載中断した作品の再録+オリジナル1話）
- ハッピーワールドエンド（『Happy World!』のオリジナル副読本）
- 悪意 -あい-（『地獄少女』本）
- Queen Meets Accidents（『クイズマジックアカデミー』本）
- STAY G（『げんしけん』本）
- 思い出のアルバム（VOCALOID『初音ミク』本）

他

## 師匠
- 木山道明（道明）

## アシスタント
- 竹内元紀
- 宮下英樹